# Канада на зимових Олімпійських іграх 2010
Канада на зимових Олімпійських іграх 2010 була представлена 206 спортсменами у 15 видах спорту.

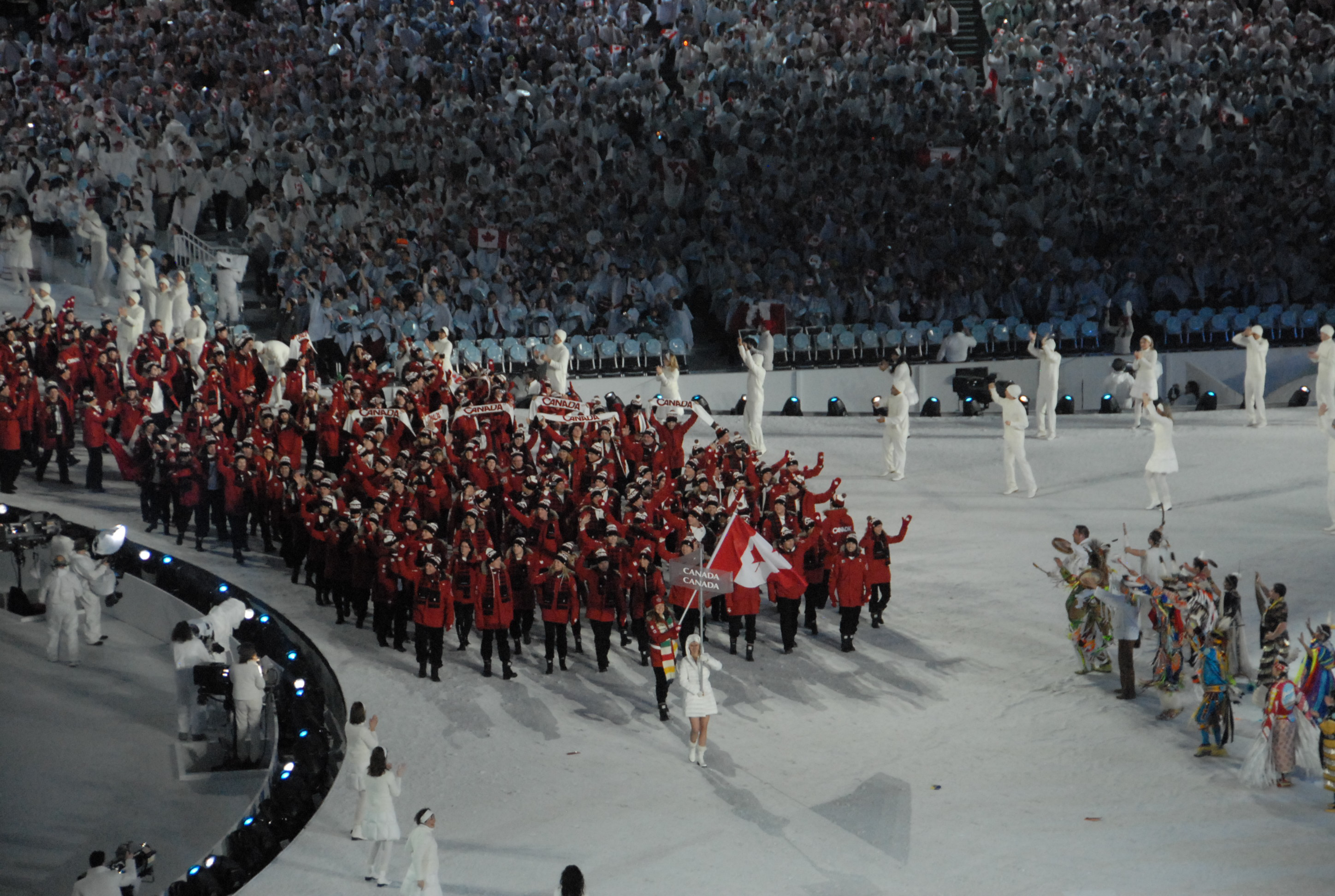
Збірна Канади під час Параду націй на церемонії відкриття Олімпіади

## Медалісти
Золото
| Золото |                                                                           |                                              |
| №      | Спортсмени                                                                | Вид спорту (дисципліна)                      |
| 1      | Александр Білодо                                                          | Фрістайл (могул)                             |
| 2      | Маель Рікер                                                               | Сноубординг                                  |
| 3      | Крістін Несбітт                                                           | Ковзанярський спорт                          |
| 4      | Джон Монтгомері                                                           | Скелетон                                     |
| 5      | Тесса Верчу та Скотт Моїр                                                 | Фігурне катання                              |
| 6      | Ешлі Макайвор                                                             | Фрістайл, скікрос                            |
| 7      | Кайлі Гамфріс та Гезер Мойс                                               | Бобслей                                      |
| 8      | Жіноча збірна Канади з хокею                                              | Хокей                                        |
| 9      | Шарль Амлен                                                               | Шорт-трек                                    |
| 10     | Шарль Амлен, Франсуа Амлен, Олів'є Жан, Франсуа-Луї Трамбле, Гійом Бастій | Шорт-трек                                    |
| 11     | Матьє Жіру, Лукас Маковскі, Денні Моррісон                                | Ковзанярський спорт                          |
| 12     | Джейсі-Джей Андерсон                                                      | Сноубординг (паралельний гігантський слалом) |
| 13     | Кевін Мартін, Марк Кеннеді, Джон Морріс, Бен Геберт, Адам Енрайт          | Керлінг                                      |
| 14     | Чоловіча збірна Канади з хокею                                            | Хокей                                        |

Срібло
| Срібло |                                                                           |                         |
| №      | Спортсмени                                                                | Вид спорту (дисципліна) |
| 1      | Дженніфер Хейл                                                            | Фрістайл (могул)        |
| 2      | Майк Робертсон                                                            | Сноубординг             |
| 3      | Маріан Сен-Желе                                                           | Шорт-трек (500 метрів)  |
| 4      | Крістіна Грувз                                                            | Ковзанярський спорт     |
| 5      | Джесіка Грег, Калина Роберж, Маріан Сен-Желе, Таня Вісент                 | Шорт-трек               |
| 6      | Хелен Аппертон та Шеллі-Енн Браун                                         | Бобслей                 |
| 7      | Шеріл Бернард, Сьюзен О'Коннор, Керолін Дербішир, Корі Бартел, Крісті Мор | Керлінг                 |

Бронза
| Бронза |                                                         |                                   |
| №      | Спортсмени                                              | Вид спорту (дисципліна)           |
| 1      | Крістіна Грувз                                          | Ковзанярський спорт (3000 метрів) |
| 2      | Клара Х'юз                                              | Ковзанярський спорт (5000 метрів) |
| 3      | Джоанні Рошетт                                          | Фігурне катання                   |
| 4      | Франсуа-Луї Трамбле                                     | Шорт-трек                         |
| 5      | Ліндон Раш, Лассель Браун, Кріс Ле Біган, Девід Біссетт | Бобслей                           |